# Іванівська сільська рада (Волноваський район)
| Іванівська сільська рада — колишній орган місцевого самоврядування у Волноваському районі Донецької області з адміністративним центром у с. Іванівка. Сільській раді були підпорядковані населені пункти: - с. Іванівка - с. Новотатарівка |

## Склад ради
Рада складалася з 12 депутатів та голови.

## Керівний склад сільської ради
| ПІБ                     | Основні відомості                                                         | Дата обрання | Дата звільнення |
| ----------------------- | ------------------------------------------------------------------------- | ------------ | --------------- |
| Бурак Петро Альбертович | Сільський голова, 1966 року народження, освіта, член Партії регіонів      | 26.03.2006   | 31.10.2010      |
| Бурак Петро Альбертович | Сільський голова, 1966 року народження, освіта вища, член Партії регіонів | 31.10.2010   |                 |

Примітка: таблиця складена за даними джерела